# 241509 Sessler
241509 Sessler è un asteroide della fascia principale. Scoperto nel 2009, presenta un'orbita caratterizzata da un semiasse maggiore pari a 3,0625823 UA e da un'eccentricità di 0,1930292, inclinata di 0,41055° rispetto all'eclittica.